# 캐서린 미클림
캐서린 미클림(Katheryn Meaklim, 1989년 7월 20일 - )은 남아프리카 공화국의 수영 선수이다.  2012년 런던 올림픽 여자 개인혼영 400m에서 예선에서 16위를 기록해 결선에는 오르지 못했다.